# Yzengremer
Yzengremer é uma comuna francesa na região administrativa de Altos da França, no departamento de Somme. Estende-se por uma área de 3,4 km². Em 2010 a comuna tinha 561 habitantes (densidade: 165 hab./km²).